# 국립극장 (오슬로)

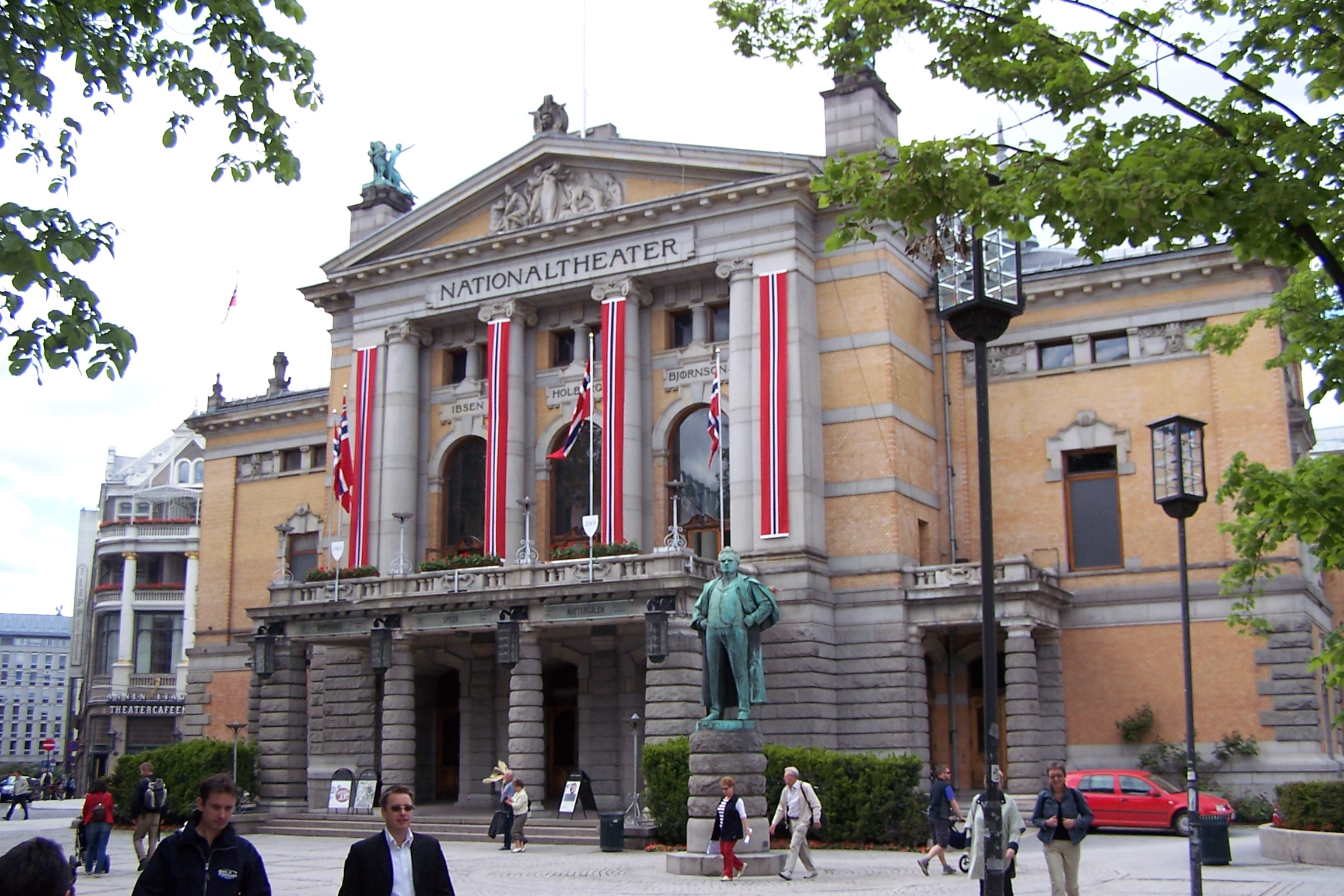
국립극장

국립극장(노르웨이어: Nationaltheatret)은 노르웨이 오슬로에 위치한 국립 극장이다.